# Петров, Александр Александрович (государственный деятель)
Александр Александрович Петров (род. 28 января 1942, Челябинск, РСФСР, СССР) — советский и российский общественный и научный государственный деятель. 

## Образование
В 1963 году окончил Ивановский химико-технологический институт (ИХТИ) по специальности «инженер-химик-технолог». В 1981 году окончил Высшую партийную школу при ЦК КПБ г. Минска. Кандидат экономических наук с 1992 года.

## Биография
1963—1969: Курский комбинат химического волокна (Курскхимволокно). Прошёл путь от мастера-стажера до начальника цеха.
1969—1973: Могилёвский комбинат синтетического волокна (Могилёвхимволокно). Начальник производства штапельного волокна, заместитель главного инженера комбината.
1973—1975: директор Могилёвского завода искусственного волокна имени Куйбышева.
1975—1977: Могилёвское производственное объединение «Химволокно». Главный инженер — первый заместитель генерального директора.
1977—1980: секретарь парткома на правах райкома Могилёвского производственного объединения «Химволокно».
1980—1981: председатель исполнительного комитета Могилёвского городского Совета народных депутатов.
1981—1985: генеральный директор Могилёвского производственного объединения «Химволокно» — со «Могилёвхимволокно».
1985—1988: заместитель председателя Совета Министров БССР (В 1986 году руководил рабочей группой Совета Министров БССР по ликвидации последствий аварии на Чернобыльской АЭС на территории БССР).
1988—1991: первый заместитель председателя Бюро Совета Министров СССР по химико-лесному комплексу — в ранге министра СССР.
1991—1992: первый заместитель председателя Государственного комитета СССР по химии и биотехнологиям.
1992—1997: генеральный директор Торгово-инвестиционной фирмы ЗАО «Монит»
1997—2014: ООО «Газпроммежрегионгаз» прошёл путь от начальника отдела до начальник управления развития рынка газа
2014—2019: ЗАО «СПБМТСБ» исполнительный директор по рынку газа.
2019—январь 2022: Президент ООО «НИРРУ».
Женат, двое детей.

## Научная деятельность
Кандидат экономических наук. Тема кандидатской диссертации — «Производительность труда — методология объективной оценки ее роста». (Диссертация: Решение Совета в МГУ им. М. В. Ломоносова от 16 января 1992 года)
Автор 11 изобретений в области химии и it-технологий и 30 научных работ, в том числе:
- Развернутая критика теории трудовой стоимости К.Маркса
- Разработка концепции формирования и трансформации скрытой прибавочной стоимости товара
- Балансовый метод оценки эффективности работы материалоемких производств
- Метод оценки эффективности работы производств по уровню извлечения теоретической прибыли
- Методологии управления крупными производственными комплексами
- Создатель технологии биржевой электронной торговли природным газом.

## В представительных органах власти
Депутат Верховного Совета БССР (1981—1984, 1984—1988), Член ЦК КПБ в 1986—1990 годах
Член комиссии по вопросам гражданства России при президенте РФ (1992—1995)

## Награды
Медаль «За доблестный труд» — «В ознаменование 100-летия со дня рождения Владимира Ильича Ленина» — 1970 год.
Орден «Знак Почёта» — Указ Президиума Верховного Совета СССР от 29 апреля 1974 года.
Орден Ленина — Указ Президиума Верховного Совета СССР от 3 июня 1986 года.
Лауреат Премии Совета Министров СССР за проектирование и строительство комплекса производств полиэфирного волокна в Могилёвском производственном объединении «Химволокно» — Постановление Совета Министров СССР от 9 августа 1984 года.
Почетная Грамота Верховного Совета БССР.